# Havaika beattyi
Havaika beattyi là một loài nhện trong họ Salticidae. Loài này được phát hiện ở Hawaii.